# Sockerrör
Sockerrör (Saccharum officinarum) är en flerårig stråväxt inom familjen gräs. Sockerrör är både till utseendet och växtsätt likt vass, ofta tre till fyra meter högt, med vassa bladkanter och en meterlång vippa. Odlade sorter utgörs av olika hybrider och blommar inte, utan förökning sker genom att ta sticklingar av befintliga plantor. Efter skörd kan nya skott skjuta fram upp till åtta gånger innan en omplantering behövs. Odlingsurprung Nya Guinea.

## Historik

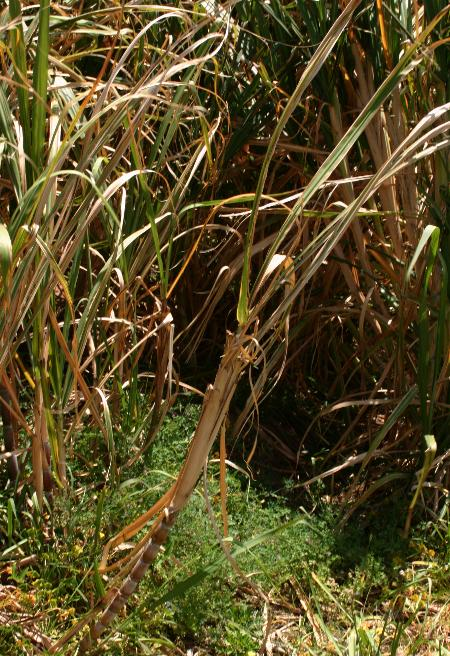
odling

Länge ansågs Indien vara hemlandet för sockerrör, men Nya Guinea tycks vara dess verkliga ursprungsområde. Där ska odling av sockerrör ha uppkommit för cirka 12 000 år sedan genom en tidig förädling av vildarten Saccharum robustum.[källa behövs]
Den har sedan spritts till jordens alla varma trakter. Alexander den store ska ha kommit i kontakt med denna växt under sina fälttåg. På 600-talet tog araberna den till Medelhavsområdet och Marco Polo berättade om odlingar med den i Kina år 1272. Spanjorerna och portugiserna förde sockerröret vidare västerut till Kanarieöarna och Christofer Columbus förde det till Västindien 1493.
Sockerrörets odlingshistoria har också en mörk sida. Stora områden låglandsskog har skövlats för att ge plats åt plantager, och sockerrörsodlingen i Västindien och Brasilien bidrog även till den omfattande slavhandeln dit från Afrika (slavar användes som billig arbetskraft på plantagerna).
Sockerrören har sitt ursprung i de tropiska delarna av södra och sydvästra Asien. Olika arter verkar härstamma från olika platser, med S. barberi med ursprung i Indien och S. edule och S. officinarum härstammande från Nya Guinea. Uppskattningsvis 70 % av all sockerproduktion i världen kommer från S. officinarum och hybrider från den arten. Det finns en teori om att sockerrören först domesticerades som en gröda i Nya Guinea runt 6000-talet f.Kr. Kristalliserat socker finns det först rapporterat om för cirka 5 000 år sedan i Induskulturen, belägen i dagens Pakistan och norra Indien.
Runt 700-talet introducerade arabiska handelsmän sockret från södra Asien till andra delar av Abbasidkalifatet runt Medelhavet, Mesopotamien, Egypten, Norra Afrika och Andalusien. Under 900-talet fanns det enligt källor inte en enda by i Mesopotamien som inte odlade sockerrör.  Det var bland de yngre grödorna som sockerrören kom till Amerika, via Andalusierna från deras fält på Kanarieöarna och via Portugiserna från deras fält på Madeira.
Under 1600- till 1800-talet omvandlades saften från sockerrören till råsocker i kokhus. Dessa hus låg i förbindelse med sockerplantagen i de västra kolonierna. Ofta var det slavar som höll i kokprocessen under dåliga förhållanden. Rektangulära lådor gjorda av tegel eller sten utgjorde ugnarna, med en öppning i botten för att fyra på elden och ta bort aska. Uppe på varje ugn fanns det upp till sju kopparpannor eller kokare, var och en av dem mindre och hetare än den föregående. Saften hälldes först upp i den största kitteln och kokades upp innan man hällde i kalk för att avlägsna föroreningar. Saften skummades och  kanaliserades senare till successivt mindre kittlar. I den sista kitteln blev saften från sockerrören till en sirap. Nästa steg var ett tråg för att kyla sockerkristallerna som hårdnar runt en klibbig kärna av melass. Detta råsocker skyfflades från kylartrågen till oxhuvud (trätunnor), och därifrån till ett hus där de kureras. 
Sockerrör växer fortfarande i omfattande skala i Karibien. Christoffer Columbus tog först med sig sockerrör till Amerika under sin andra resa dit. Ursprungligen kom det först till Hispaniola (nuvarande Haiti och Dominikanska republiken).
Under kolonisationen var sockret med och formade en sida av den så kallade triangelhandeln den Nya Världens råvaror tillsammans med europeiska tillverkade gods och afrikanska slavar. Sockret (ofta i form av melass) skeppades från Karibien till Europa eller New England, där det destillerades till rom. Vinsten från sockret användes senare för att köpa tillverkade varor, som sedan skeppades till västra Afrika där de genom byteshandel byttes mot slavar. Slavarna skeppades då till Karibien för att säljas till sockerrörsplantageägare. Vinsten från slavhandeln användes för att köpa mer socker som skeppades till Europa. 
Frankrike värdesatte sin sockerrörsö så högt att de bytte sin andel av Kanada, berömt kallad ”a few acres of snow”, till Storbritannien för att återfå  Guadeloupe, Martinique, och Saint Lucia vid slutet av sjuårskriget. Nederländerna behöll på ett liknande sätt Surinam, en sockerkoloni i Sydamerika, istället för att söka få tillbaka New Netherlands (dagens New York). 
Kubanskt socker från sockerrör som exporterades till SSSR mottogs med stora pengar och garanterades en marknad. Efter 1991 års upplösning av den sovjetiska staten tvingades stora delar av den kubanska sockerindustrin till nedläggning. 
Sockerrören fortsätter att ha stor betydelse för ekonomin i Guyana, Belize, Barbados och på Haiti tillsammans med Dominikanska republiken, Guadeloupe, Jamaica och andra öar.
| Placering                                       | Land       | Produktion (ton) |
| ----------------------------------------------- | ---------- | ---------------- |
| 1                                               | Brasilien  | 746 828 157      |
| 2                                               | Indien     | 376 900 000      |
| 3                                               | Kina       | 108 097 100      |
| 4                                               | Thailand   | 104 360 867      |
| 5                                               | Pakistan   | 67 173 975       |
| 6                                               | Mexiko     | 56 841 523       |
| 7                                               | Colombia   | 36 276 860       |
| 8                                               | Guatemala  | 35 568 207       |
| 9                                               | Australien | 33 506 830       |
| 10                                              | USA        | 31 335 984       |
| Källa: UN Food & Agriculture Organisation (FAO) |            |                  |

## Användning
Ur den förvedade stjälken pressas sockerhaltig växtsaft som kokas och kristalliseras. I Sydostasien säljs färskpressad sockerrörssaft direkt från små gatustånd. På Nya Guinea utgör sockerröret en viktig del i vardagen. Rörbitar medförs som matsäck på jakt- och fisketurer, och blad används till taktäckning av hyddor. Västindien började tidigt att jäsa och sen destillera sockersaften till en alkoholhaltig dryck - rom. Rommen från ön Saint Lucia är känd som bäst i världen. Uttrycket att ta sig en jamare innebär att dricka ett glas jamaicarom.
En ökande andel sockerrör används för att framställa etanol som drivmedel, se E85. Hälften av världens socker kommer från odlingar i Brasilien och Indien.

## Miljöpåverkan
De viktigaste föroreningarna som bildas under processningen av rörsocker är partiklar och flyktiga organiska föreningar som bildas vid förbränningen av produkter. Då bildas även kväveoxider (NOx), kolmonoxid (CO), koldioxid, CO2, och svaveloxider (SOx). Potentiella utsläppskällor omfattar granulatorer som tillverkar strösocker, förvaring av socker och förpackningsutrustning, enorma transporter, pannor, granulärt kol och arbetet med att återskapa brännugnar, återskapandet av absorberande transportsystem, brännugnar och hantering av utrustning (vid vissa anläggningar), karbonattankar, förångarstationer med multieffekt och vakuumkokgrytor. Modern teknik som förebygger utsläpp kan minska bildningen av alla dessa potentiella föroreningar.